# Neil H. McElroy
Pour les articles homonymes, voir McElroy.
Neil H. McElroy, né le 30 octobre 1904 à Berea (Ohio) et mort le 30 novembre 1972 à Cincinnati (Ohio), est un homme politique américain. Il est secrétaire à la Defense entre 1957 et 1959 dans l'administration du président Dwight D. Eisenhower.

## Biographie
Né à Berea dans l'Ohio, de parents enseignants, Neil H. McElroy a grandi dans la région de Cincinnati. Après avoir obtenu un baccalauréat universitaire en économie de l'université Harvard en 1925, il retourne à Cincinnati pour travailler dans le département publicitaire de la compagnie Procter & Gamble.